# Żleb Staniszewskiego

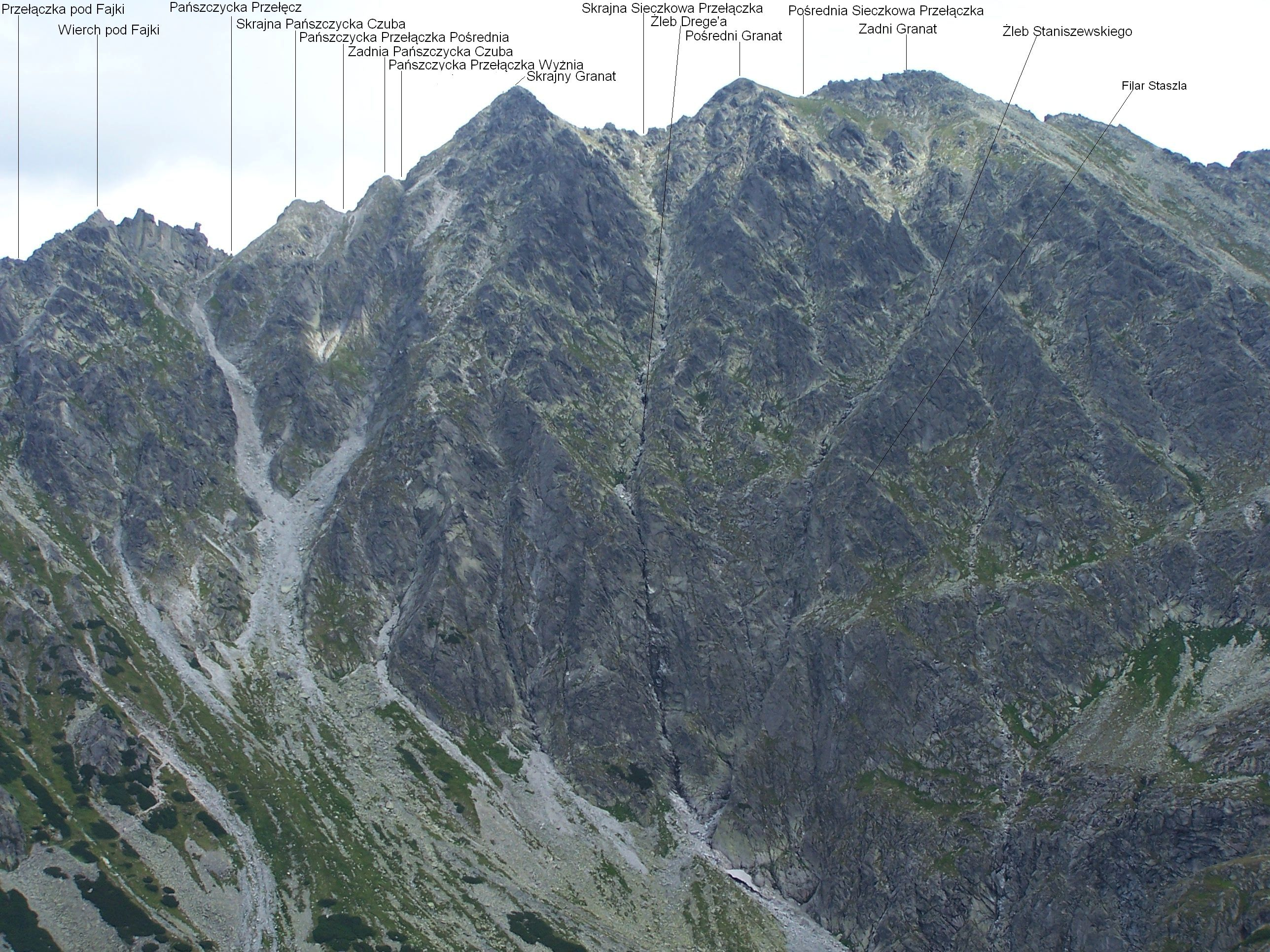
Widok z Małego Kościelca

Żleb Staniszewskiego (niem. Staniszewski-Schlucht, słow. Staniszewského žľab, węg. Staniszewski-folyosó) – wielki żleb w masywie Granatów w polskich Tatrach Wysokich. Opada z zachodnich ścian Zadniego Granatu (2240 m) do Kotła Czarnego Stawu Gąsienicowego. Ma wylot na wysokości około 1770 m w wielkim piarżysku. Wysokość żlebu wynosi więc 470 m. Tuż obok, po wschodniej stronie, ma wylot drugi wielki żleb Granatów – Żleb Drège’a.
Po raz pierwszy przeszedł tym żlebem w 1911 r. Adam Staniszewski, i od niego pochodzi nazwa żlebu. W przewodniku taternickim Witolda Henryka Paryskiego prowadzi nim droga wspinaczkowa nr 218 (III stopień w skali trudności UIAA, czas przejścia 2 h). Żleb jest bardzo stromy, miejscami ma charakter komina i znajduje się w nim kilka wysokich progów. Orograficznie lewe obramowanie dolnej części Żlebu Staniszewskiego tworzy Filar Staszla. Ma wysokość około 300 m i prowadzi nim również droga wspinaczkowa, w dwóch miejscach mająca V stopień trudności.
Zdecydowanie odradza się przejście Żlebem Staniszewskiego latem – jest bardzo niebezpieczne. Czasami przechodzą nim taternicy zimą, gdy jest zlodzony – im bardziej, tym lepiej.